# Fjordstien

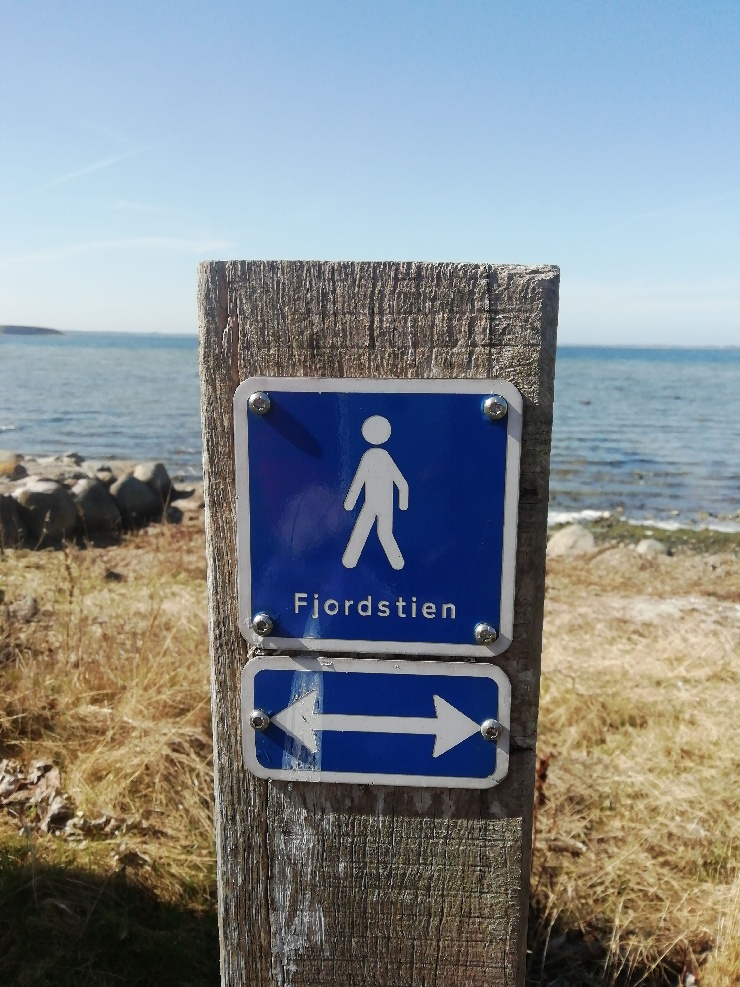
Fjordstien

De Fjordstien (Fjordpad) is een gemarkeerd langeafstandswandelpad op Seeland in Denemarken. De route is 275 kilometer lang en loopt langs Roskildefjord en Isefjord. Het blauw bewegwijzerde pad werd gecreëerd in 2009 door de gemeentes Roskilde, Frederiksborg en Vestsjælland. 